# Pomaretto
Pomaretto (Pomaret in piemontese, Pomaret o Lou Poumaré in occitano) è un comune italiano di 932 abitanti della città metropolitana di Torino in Piemonte.

## Geografia fisica
Il capoluogo si trova all'imbocco della Valle Germanasca dove questa si dirama dalla Val Chisone. È situato in sinistra idrografica del Germanasca.

## Storia

### Simboli
Lo stemma del Comune di Pomaretto è stato concesso con decreto del presidente della Repubblica del 30 giugno 1963.
L'albero nello stemma rappresenta le vaste culture di pomi dai quali il Comune ha tratto la propria denominazione; la mitra ricorda la donazione di questa terra, da parte della contessa Adelaide, all'abbazia di Santa Ilaria di Pinerolo nel 1064.

## Monumenti e luoghi d'interesse

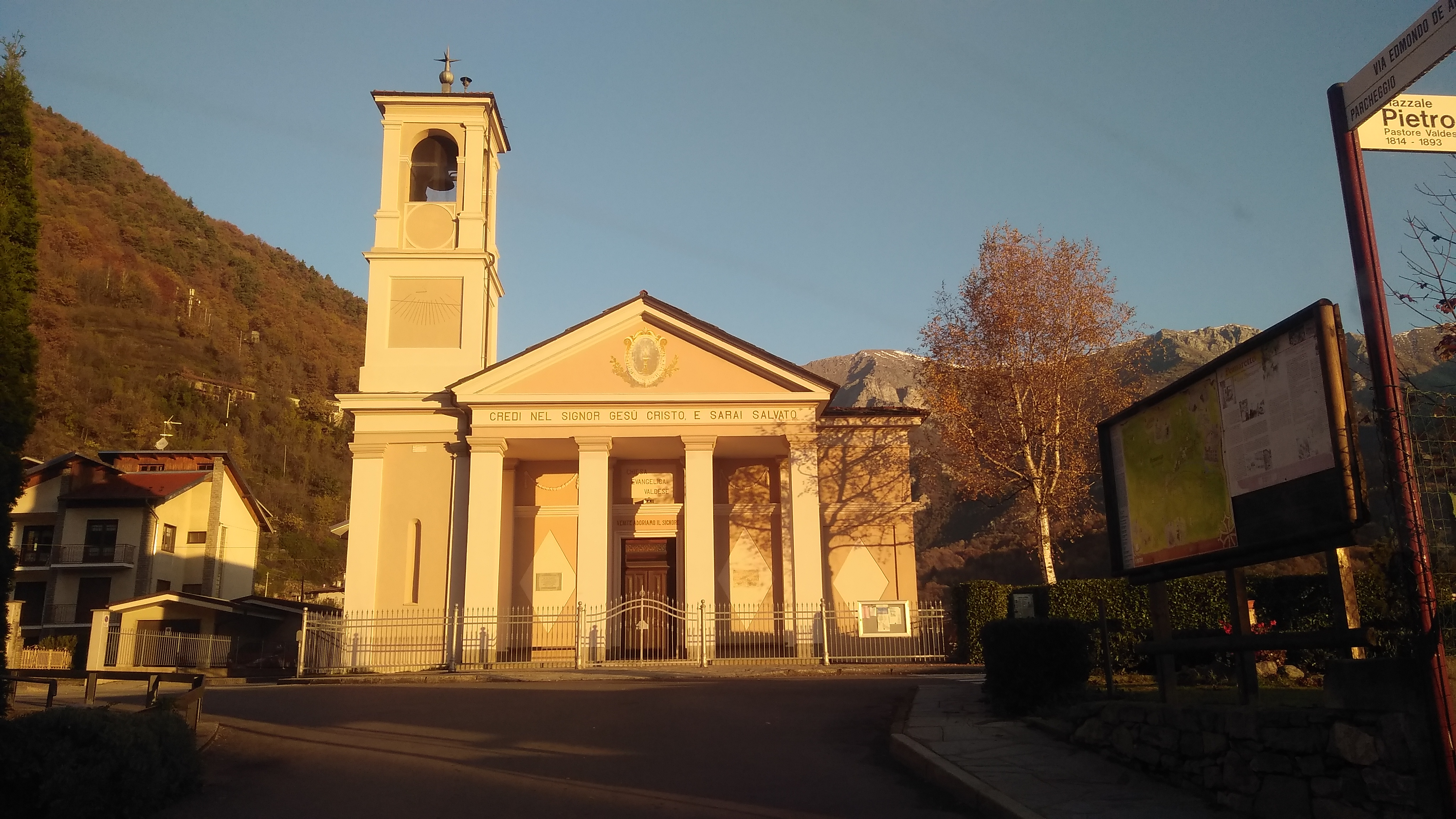
Il tempio valdese

- Tempio valdese, completato nel 1828 in sostituzione di un vecchio edificio situato in posizione più insalubre
- Chiesa cattolica, dedicata a san Nicolao ed eretta a parrocchia indipendente nel 1688
- Ospedale valdese, attivo a partire dal 1826.[6]

## Società

### Evoluzione demografica
Abitanti censiti

## Cultura

### Specialità tradizionali
- A Pomaretto si produce l'Elisir d'erbe Barathier che è stato riconosciuto tra i prodotti agroalimentari tradizionali italiani.
- Con le uve dei vigneti situati a monte del capoluogo viene prodotto il vino Ramie.

## Amministrazione
Di seguito è presentata una tabella relativa alle amministrazioni che si sono succedute in questo comune.
| Periodo        | Periodo        | Primo cittadino        | Partito                            | Carica  | Note  |
| -------------- | -------------- | ---------------------- | ---------------------------------- | ------- | ----- |
| 12 giugno 1985 | 6 giugno 1990  | Carlo Alberto Travers  | Partito Socialista Italiano        | Sindaco | [ 8 ] |
| 6 giugno 1990  | 24 aprile 1995 | Carlo Alberto Travers  | lista civica                       | Sindaco | [ 8 ] |
| 24 aprile 1995 | 14 giugno 1999 | Giorgio Giuseppe Bonis | centro-sinistra                    | Sindaco | [ 8 ] |
| 14 giugno 1999 | 14 giugno 2004 | Giorgio Giuseppe Bonis | centro-sinistra                    | Sindaco | [ 8 ] |
| 14 giugno 2004 | 8 giugno 2009  | Elio Coutandin         | lista civica                       | Sindaco | [ 8 ] |
| 8 giugno 2009  | 26 maggio 2014 | Danilo Stefano Breusa  | lista civica                       | Sindaco | [ 8 ] |
| 26 maggio 2014 | 27 maggio 2019 | Danilo Stefano Breusa  | lista civica Insieme per il futuro | Sindaco | [ 8 ] |
| 27 maggio 2019 | in carica      | Danilo Stefano Breusa  | lista civica                       | Sindaco |       |

### Altre informazioni amministrative
Pomaretto faceva parte della Comunità Montana Valli Chisone e Germanasca.